# Terex 33-19 Titan
Terex 33-19 Titan – prototypowy samochód ciężarowy typu wozidło, wyprodukowany przez koncern Terex w 1974 roku.
Pojazd został wyprodukowany w jednym egzemplarzu, gdyż jego seryjna produkcja okazała się nieopłacalna. 
Zbudowany w 1974, pierwotnie był eksploatowany w kopalni żelaza w Kalifornii (USA), w latach 1978–1991 pracował na terenie kopalni w kanadyjskiej prowincji Kolumbia Brytyjska. Po wycofaniu z eksploatacji pierwotnie miał zostać zezłomowany, lecz ostatecznie stał się lokalną atrakcją turystyczną.
Terex Titan posiadał 6 kół o średnicy ponad 3 metrów, umieszczonych na 3 osiach. Osiągał prędkość maksymalną 48 km/h, miał długość 20,35 m, szerokość 7,8 m i wysokość 6,88 m. Masa własna pojazdu to 235 ton, zaś ładowność – 318 ton.